# Río Chimehuin
El río Chimehuin es un curso de agua en el departamento Huiliches en la provincia del Neuquén, Argentina. Es reconocido por la práctica de pesca deportiva.

## Curso
El río se origina como desagüe natural de la cuenca del lago Huechulafquen, en las cercanías de la Cordillera de los Andes. En su valle medio recibe la afluencia de los ríos Quilquihue y Curruhué, que aportan las aguas del lago Lolog y el lago Curruhué, también cercanos a la Cordillera. En este tramo, pasa por la ciudad de Junín de los Andes. El curso finaliza cuando sus aguas se mezclan con el río Collón Curá por su margen derecha.
El río Chimehuin se puede dividir en tres partes: la primera va desde sus nacientes y la denominada Garganta del Diablo hasta el Regimiento de Junín de los Andes; la segunda desde allí hasta la llamada Curva del Manzano, y la tercera el tramo final desde este último punto hasta la confluencia con el río Collón Curá. Otra división posible en tres tramos sería: la Boca del río Chimehuin, que se extiende desde 500 metros a ambas márgenes del lago Huechulafquen hasta la Garganta del Diablo; la segunda, Chimehuin Arriba, desde la Garganta del Diablo hasta Junín de los Andes; y Chimehuin Abajo, desde Junín de los Andes hasta su confluencia con el río Collón Curá.

## Aprovechamiento
Es un curso de agua muy valorado por la excelente pesca de truchas y otros salmónidos. No obstante, dado que la mayor parte de sus costas se encuentran en propiedades privadas, han ocurrido muchos incidentes entre turistas y propietarios, debido a discusiones sobre el derecho de paso para la práctica de la pesca deportiva en sus costas.[cita requerida]

## Galería de imágenes

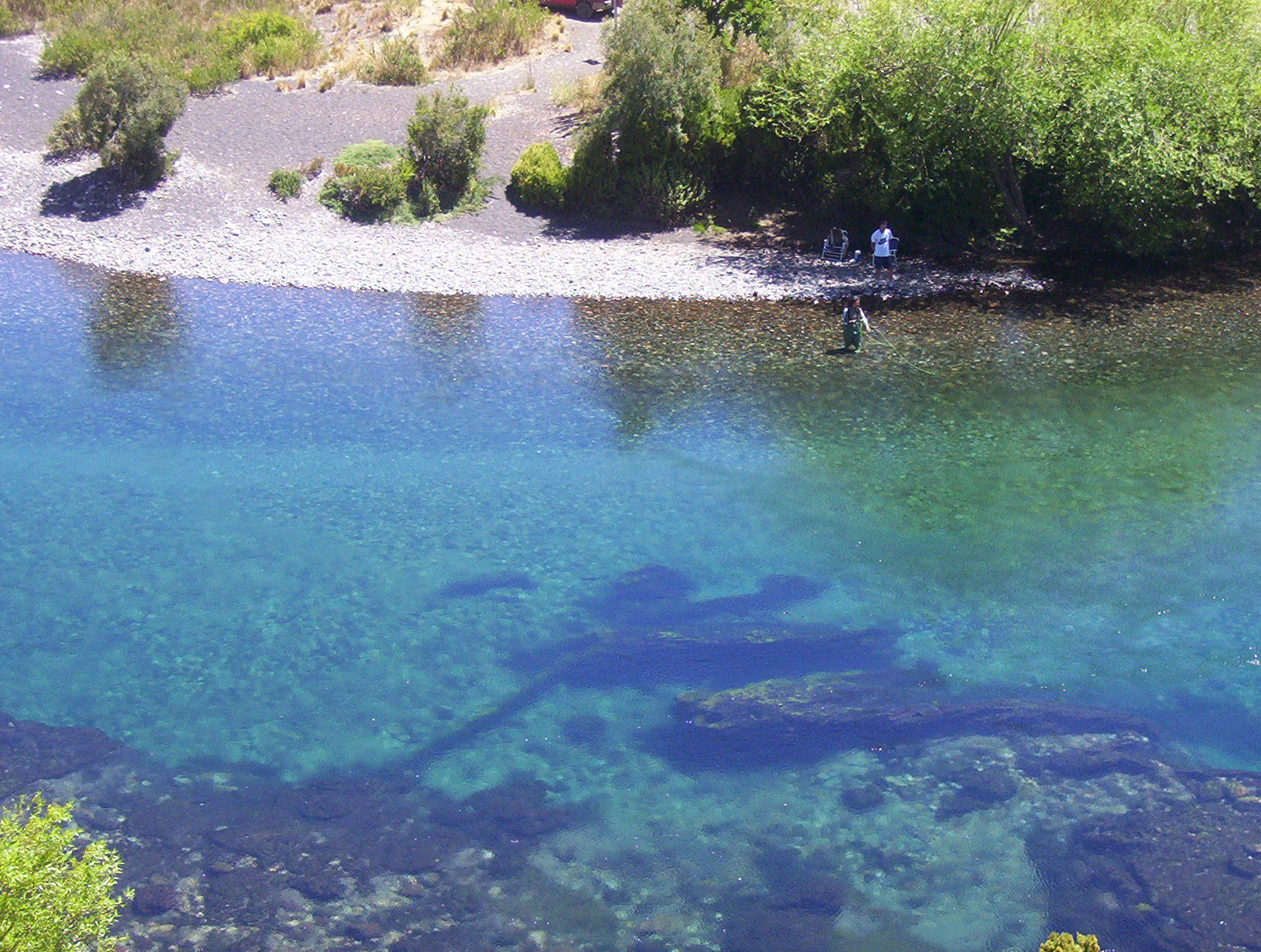
Primera curva del río.
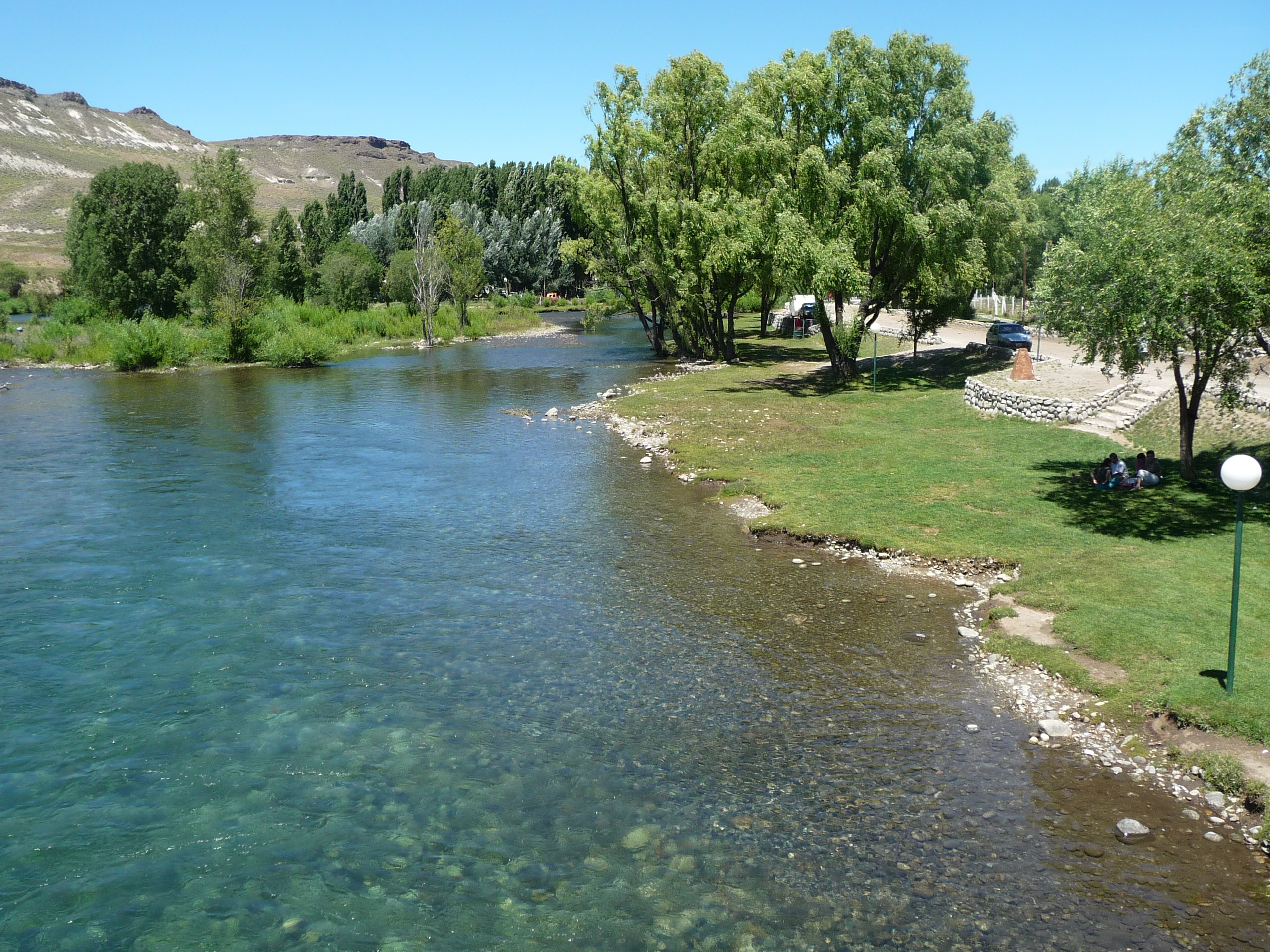
En su paso por Junín de los Andes.